# Lago Yamdrok
El lago Yamdrok, también conocido como Yamḍok Yumtso, (tibetano: Yamdrok Yumtso, ཡར་འབྲོག་གཡུ་མཚོ་, wylie: Yar-'brog G.yu-mtsho, ZWPY: Yamzho Yumco; en chino, 羊卓雍錯)  es un importante lago de China, uno de los tres mayores lagos sagrados del Tíbet. Tiene una superficie de 638 km² y más de 72 km de largo. El lago está rodeado de muchas montañas cubiertas de nieve y es alimentado por numerosos arroyos, aunque solo tiene un emisario en su extremo occidental.
Según la mitología local, el lago Yamdok Yumtso es la transformación de una diosa.

## Geografía
El lago se encuentra a unos 90 km al oeste de la ciudad tibetana de Gyantse (unos 60.000 habitantes en 2003) y a unos 100 km al noreste de la capital, Lhasa. El lago, de profundidad desconocida, tiene forma de abanico, que se abre hacia el sur y apenas hacia el norte. La orilla del lago es montañosa, muy almenada, con numerosas bahías y ensenadas. El lago Yamdrok se congela en invierno.
El lago Yamdrok tiene una central eléctrica que fue terminada y puesta en funcionamiento en 1996, cerca del pequeño pueblo de Pai-Ti en el extremo occidental del lago. Esta central es la más grande en el Tíbet.

## Culto
Los tibetanos consideran sagrados los lagos, al igual que las montañas, ya que son moradas de los dioses protectores y por ello están investidos con poderes espirituales especiales. El lago Yamdrok es uno de los cuatro lagos sagrados que, en particular, se cree tiene poderes adivinatorios; todos, desde el Dalái lama a los pobladores locales, hacen peregrinaciones hasta sus orillas. Los otros lagos sagrados son Lhamo La-tso, Namtso y Mana Sarovar. El lago es venerado como un talismán y se dice que es parte del espíritu vital de la nación tibetana. Es el mayor de los lagos del sur del Tíbet y se dice que si sus aguas se secasen, el Tíbet ya no sería habitable. En el lago está el famoso monasterio Samding, que se encuentra en una península que se adentra en el lago. Este monasterio es el único monasterio tibetano a cargo de un reencarnación femenina. Dado que no es un convento femenino, su abadesa encabeza una comunidad de unos treinta monjes y monjas. El monasterio de Samding fue el lugar donde Dorje Pakmo, la única mujer Lama del Tíbet, se quedó y presidió, y se encuentra al sur del lago Yamdrok Yumtso.
Hoy en día, se pueden ver tanto a peregrinos como a turistas caminando por las orillas del lago. En un de las islas del lago hay una antigua fortaleza o castillo llamado Pede Dzong.

## Explotación
Hay bancos de peces que viven en el lago Yamdok Yumtso, que se explotan comercialmente por la población local. De abril a octubre, las capturas de este lago se venden en los mercados de Lhasa, la capital provincial.
Además, las islas del lago sirven como tierra de ricos pastos a los pastores locales.

## Puertos de Montaña
El  Tíbet Oriental, en especial el área de Lhasa , se ha convertido en los últimos años en un reclamo turístico interior y exterior. Y el Lago Yamdrok es uno de los sitios más visitados por su cercanía a la capital del Tíbet y su extraordinaria belleza.
Las carreteras con inicial S son provinciales y las carreteras con inicial X son del condado. Paso de montaña en tibetano es "La", y dicha denominación haciendo referencia a puerto de montaña aparece en pasos de provincias limítrofes al Tíbet en China y en países como la India, Pakistán, Nepal y Bután.
A continuación, se enlistarán los puertos de montaña que se dirigen hacia el lago desde el Este con precisa localización. La vertiente de estos preciosos pasos se inicia en el valle del río Brahmaputra conocido así en la India pero que a su paso por el Tíbet se le reconoce como el río Yarlung Tsangpo aunque el nombre cambia según la zona del Tíbet por la que discurra.
Para el descubrimiento de estos puertos de montaña se han utilizado mapas digitales y herramientas online.
| Nombre               | Carretera | Pavimentado | Altitud |                                                                       |
| -------------------- | --------- | ----------- | ------- | --------------------------------------------------------------------- |
| Bujiu La             |           | No          | 5234    |                                                                       |
| Kaqing La            |           | Si          | 5200    | Gamba La. Preciosa carretera sinuosa que se dirige al paso de montaña |
| Zhi La/Thib La       | X305      | Si          | 50251   | Gamba La. Preciosa carretera sinuosa que se dirige al paso de montaña |
| Jiarvo La/Juegong La | X306      | No          | 4856    | Gamba La. Preciosa carretera sinuosa que se dirige al paso de montaña |
| Chá lā               | X306      | No          | 4824    | Gamba La. Preciosa carretera sinuosa que se dirige al paso de montaña |
| Gamba La/Kamba La    | S307      | Si          | 47962   | Gamba La. Preciosa carretera sinuosa que se dirige al paso de montaña |
| Jiaruo La/Garo la    | X306      | Si          | 4713    | Gamba La. Preciosa carretera sinuosa que se dirige al paso de montaña |
| Bānzī La             |           | No          | 4638    | Gamba La. Preciosa carretera sinuosa que se dirige al paso de montaña |

()1: Tiene una vertiente desde el sur, camino de tierra.
()2: Desde el puerto de montaña donde se presenta un aparcamiento de coches, hay una carretera asfaltada hacia un mirador donde se alcanzan hermosas vistas del valle del río Yarlung Tsangpo, Lago Yamdrok y de los picos nevados y montañas de la zona.
Asimismo, el famoso paso tiene una vertiente no asfaltada por el lado occidental.